# Yves Prévost (rugby à XIII)
Pas d'image ? Cliquez ici

a Compétitions nationales et continentales officielles uniquement.

Yves Prévost, né le 3 décembre 1948 à Villeneuve-Tolosane (Haute-Garonne) et mort le 20 mai 2007 à Montauban (Tarn-et-Garonne), est un joueur français de rugby à XIII dans les années 1970. Il occupe au cours de sa carrière le poste de troisième ligne.
Il pratique le rugby à XIII au Toulouse olympique XIII et remporte avec ce dernier le  Championnat de France en 1973, avec ses coéquipiers tels que Roger Garrigue, Charles Zalduendo, Francis Pierre, Maurice de Matos et Orféo Balsarin.

## Biographie
Il décède dans un accident de la route au volant de sa moto, percuté par une voiture qui arrivait en sens inverse dont le conducteur avait perdu la maîtrise du véhicule.

## Palmarès
- Collectif :
  - Vainqueur du Championnat de France : 1973 (Toulouse).